# StarCraft: Remastered
StarCraft: Remastered là phiên bản remaster của tựa game chiến lược thời gian thực năm 1998 StarCraft và bản mở rộng Brood War, được phát hành vào ngày 14 tháng 8 năm 2017. Nó vẫn giữ nguyên lối chơi của StarCraft gốc, nhưng có thêm đồ họa độ phân giải cực cao (ultra HD), âm thanh được ghi lại và bộ tính năng trực tuyến hiện đại của Blizzard. Bản remaster được phát triển trong khoảng thời gian một năm và bao gồm cả công đoạn chơi thử từ những người chơi StarCraft chuyên nghiệp.
StarCraft: Remastered là dự án đầu tiên được phát hành bởi "bộ phận Classic Games", một nhóm tại Blizzard tập trung vào việc cập nhật và làm lại một số tựa game cũ của họ, với trọng tâm được công bố ban đầu là StarCraft, Diablo II, và Warcraft III. Trước khi phát hành, StarCraft gốc và bản mở rộng của nó đều được tải xuống và chơi miễn phí. Bản remaster có các hình ảnh và tài sản âm thanh được làm lại trong khi vẫn sử dụng cùng một engine như bản gốc, cho phép khả năng tương thích chéo giữa cả hai phiên bản.
Phiên bản này nhận được đánh giá thuận lợi khi phát hành, ngay cả nhiều nhà phê bình hết lời ca ngợi sự thành công của nó trong việc cập nhật hình ảnh trong khi vẫn giữ nguyên lối chơi.

## Lối chơi
StarCraft: Remastered vẫn giữ nguyên lối chơi của bản gốc, nhưng cập nhật đồ họa và âm thanh của nó. Đồ họa được làm lại của nó hỗ trợ độ phân giải cực cao 4K, và âm thanh gốc và hiệu ứng âm thanh được ghi lại. Các tính năng trực tuyến của nó được cập nhật để hỗ trợ bộ hiện đại của Blizzard, bao gồm cải tiến kiến tạo trận đấu nhiều người chơi, tích hợp xã hội với các tựa game Blizzard khác và phần thiết lập đã lưu trên máy tính đám mây của Blizzard như tiến trình chiến dịch của người chơi, phát lại, bản đồ tùy chỉnh và khóa phím được đồng bộ hóa bất cứ khi nào người chơi mở game. Người chơi có thể ghép các tài khoản trực tuyến của họ từ bản gốc với các tài khoản trực tuyến hiện đại của Blizzard để tiếp tục bảng liệt kê tỷ lệ thắng/thua của họ vào bản remaster. Ngoài ra, người chơi có thể chuyển đổi giữa đồ họa gốc và đồ họa mới và xem các phối cảnh phóng to mới để người chơi đánh giá cao mức độ chi tiết mới của bản remaster. Nó được bản địa hóa thành 13 thứ tiếng trên thế giới.

## Phát triển
Blizzard Entertainment đã phát triển bản remaster hơn một năm. Họa sĩ từ bản gốc đã trở lại để hỗ trợ quá trình phát triển. Những người chơi StarCraft chuyên nghiệp đến từ Hàn Quốc, bao gồm Flash, Bisu và Jaedong, đã đưa ra phản hồi của công ty trong một số lần chơi thử. Chủ tịch của Blizzard đã công khai bản remaster vào cuối tháng 3 năm 2017 tại một sự kiện StarCraft ở Seoul, Hàn Quốc. Nó cũng được thông báo rằng vào cuối tuần đó, Blizzard sẽ làm bản gốc—nguyên bộ StarCraft Anthology—miễn phí tải xuống và sẽ bao gồm một bản cập nhật với một số tính năng của bản remaster, bao gồm khả năng chạy trên các máy tính hiện đại. Bản remaster được phát hành trên macOS và Windows vào ngày 14 tháng 8 năm 2017. Nhà phát triển nói rằng "nhóm classic game" của họ có kế hoạch hỗ trợ thêm cho cộng đồng sau khi ra mắt bản remaster và sẽ tìm kiếm phản hồi về các ý tưởng như tích hợp trò chuyện bằng giọng nói. Những người chơi đã mua tựa game này trước khi phát hành đã nhận được các tùy chọn thẩm mỹ thay thế cho các tài sản trong game trong cả bản remaster và StarCraft II. Robert Bridenbecker và Pete Stilwell của Blizzard đã giải thích với Team Liquid rằng hầu như mọi khía cạnh mà người hâm mộ Brood War quan tâm, StarCraft: Remastered sẽ giống như Brood War, vì nó là cùng một client cung cấp năng lượng cho mỗi phiên bản.
Một bài tiểu luận do "Thieving Magpie" thuộc Team Liquid viết đã the giải thích sự khác biệt giữa phiên bản gốc và bản remaster, nói rằng engine StarCraft tạo ra lối chơi "classic" như vậy vì sự thỏa hiệp lúng túng giữa engine 2D phẳng và góc nhìn isometric bị ép buộc mà nó thể hiện với người chơi. Trong câu nói của lập trình game StarCraft, Patrick Wyatt đã nói: "Bởi vì dự án thường được hai tháng kể từ khi khởi động[,] không thể tin được rằng có đủ thời gian để thiết kế lại engine địa hình để làm cho cơ chế tìm đường dễ dàng hơn, do đó, mã tìm đường phải được làm ra để hoạt động. Nhằm xử lý tất cả các trường hợp khó khăn, mã [tìm] đường đã phát nổ thành một cỗ máy trạng thái khổng lồ mã hóa tất cả các loại hack chuyên dụng 'đưa tôi ra khỏi đây'."

## Phát hành

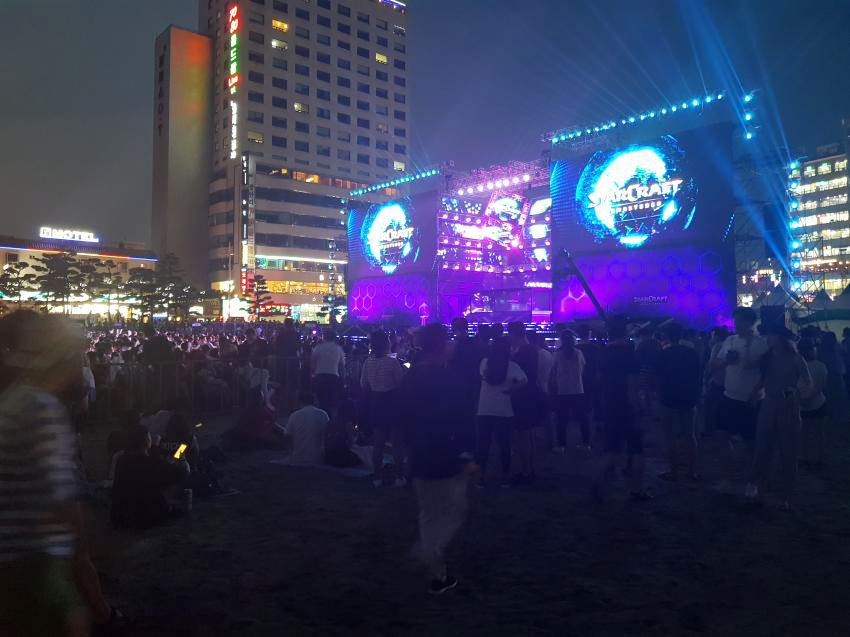
Sự kiện ra mắt trước khi phát hành Starcraft: Remastered trên Bãi biển Gwangalli ở Busan

StarCraft: Remastered đã phát hành trước tựa game này ở Hàn Quốc, nơi trò chơi đã có sẵn để chơi sớm hai tuần trong các PC bang của đất nước này. Blizzard cũng đã tổ chức một sự kiện ra mắt trước khi phát hành tại Bãi biển Gwangalli ở Busan nơi có hàng ngàn khán giả tham dự trực tiếp và được xem trực tuyến bởi hơn 500.000 người xem. Tại lễ kỷ niệm này, StarCraft: Remaster Pack đã được bày bán. Và sự kiện này được điều hành bởi Guillaume Patry, Hong Jin Ho, Lee Yoon Yeol, Park Jung-suk và Lee Jae Dong và Kim Taek Yong, và Lee Young Ho.
Sau khi phát hành trước tại Hàn Quốc, một sự kiện phát hành toàn cầu đã được tổ chức vào ngày 14 và 15 tháng 8 năm 2017, tại trụ sở của nền tảng phát trực tiếp video Twitch ở San Francisco. Sự kiện này có sự tham gia của những người chơi StarCraft chuyên nghiệp đã nghỉ hưu từ bên ngoài Hàn Quốc tham gia một giải đấu triển lãm trong hai ngày. Nó được tổ chức bởi các nhân vật nổi tiếng StarCraft và StarCraft II gồm có Sean "Day[9]" Plott, Nick "Tasteless" Plott, Dan "Artosis" Stemkoski, và Geoff "iNcontroL" Robinson, hai người sau đó cũng tham dự giải đấu triển lãm.

## Sau khi phát hành
Sau khi phát hành game, Blizzard đã công bố kế hoạch tiếp tục phát triển, bao gồm cải phần tổ chức trận đấu và hỗ trợ cho các giải thi đấu của trò chơi. Vào ngày 15 tháng 6 năm 2018, họ đã công bố ra mắt Liên đoàn StarCraft Hàn Quốc (KSL), một giải đấu cạnh tranh để so tài cùng với Liên đoàn StarCraft AfreecaTV (ASL) do afreecaTV điều hành với hai mùa được lên kế hoạch cho năm đó. Giải đấu bắt đầu phát sóng các trận đấu thường xuyên bắt đầu từ ngày 19 tháng 7 năm 2018. Vào tháng 2 năm 2019, giải đấu đã được xác nhận rằng giải đấu sẽ tiếp tục vượt ra ngoài hai mùa giải được công bố ban đầu cho năm 2018, với mùa giải đầu tiên của năm 2019 diễn ra trong nửa đầu năm đó.
Vào ngày 19 tháng 6 năm 2018, Blizzard tuyên bố rằng một hệ thống xếp hạng mới sẽ được triển khai như một phần của bản vá lỗi 1.22. Hệ thống này xếp hạng người chơi từ F đến S, sau này đại diện cho 1% người chơi hàng đầu. Để đi kèm với bảng xếp hạng mới, hồ sơ đã được cập nhật để bao gồm trạng thái được chọn cho người chơi và có đường viền chân dung hồ sơ tương ứng với thứ hạng của họ. Phần thưởng mỹ phẩm bổ sung cho trò chơi được xếp hạng là hình ảnh hồ sơ độc đáo cho tất cả người chơi xếp hạng B, A hoặc S. Bản cập nhật cũng có những cải tiến chung cho việc tổ chức các trận đấu, một nhóm bản đồ được cập nhật.
Lần tiền tệ hóa sau đợt phát hành đầu tiên vào ngày 30 tháng 4 năm 2019 với việc giới thiệu các phát thanh viên có thể mua được cho trò chơi thay thế các phát thanh viên mặc định bằng các nhân vật nổi tiếng trong cộng đồng. Blizzard ban đầu làm việc với ba caster StarCraft nổi tiếng của Hàn Quốc, Yong "Jeon" Jun, Kim Jung Min và Jae "Um" Kyung để tạo ra tổng cộng bốn gói phát thanh viên, mỗi gói một người và một gói có cả ba người trong số họ.

### StarCraft: Cartooned
Vào ngày 8 tháng 6 năm 2019, như một phần của trận chung kết mùa thứ ba của KSL, Blizzard đã công bố gói đại tu đồ họa cho trò chơi của Carbot Animations, nhà sản xuất nhiều phim hoạt hình nhại liên quan đến Blizzard, bao gồm cả bộ phim hoạt hình đầu tiên và dài nhất của họ, loạt phim StarCrafts. Khi đại tu đồ họa, hiệu ứng của nó áp dụng cho tất cả các chế độ và menu game trong StarCraft: Remastered. Nó được phát hành vào ngày 10 tháng 7 năm 2019 với tên StarCraft: Cartooned cùng với gói phát thanh viên có YouTuber Hàn Quốc và người dẫn chương trình truyền hình thiếu nhi Hyejin "Hey Jini" Kang.

## Đón nhận
Sau các bản cập nhật được tiếp tục làm cho bản gốc StarCraft và bản mở rộng, Brood War, những cửa hàng game và công nghệ đã ca ngợi cam kết của Blizzard đối với các tựa game cũ hơn. Thông báo về phiên bản gốc trở nên miễn phí và một bản remaster đang được phát triển cũng đã gặp phải sự suy đoán về các bản remaster tiềm năng khác đến từ Blizzard.
StarCraft: Remastered nhận được đánh giá thuận lợi khi phát hành, với các nhà phê bình ca ngợi những cải tiến về mặt hình ảnh và cam kết với lối chơi của bản gốc. Trên Metacritic, hiện tại nó có điểm trung bình 85/100 dựa trên 30 lời phê bình, cho thấy "các đánh giá chung có lợi". Tyler Wilde của PCGamer đã khen ngợi sự hiện đại hóa thành công của trò chơi và tuyên bố rằng, mặc dù có những bất bình nhỏ, "Đây là một dự án dành cho những người hâm mộ StarCraft phục vụ họ dù họ có chi 15 đô la hay không và không thỏa hiệp." Trong một bài đánh giá tích cực, TJ Hafer của IGN đã ca ngợi sự trung thành của trò chơi với bản gốc và kết luận, "StarCraft Remastered biến lối chơi bản gốc cũng như việc bạn nhớ và trông đẹp như bạn nhớ."
Một số nhà phê bình đã gặp vấn đề với lối chơi không thay đổi của StarCraft: Remastered và bày tỏ lo ngại rằng nó sẽ không thân thiện với người chơi mới. Trong một đánh giá tích cực tổng thể, Silviu Stahie của Softpedia đã tự hỏi liệu quyết định rời khỏi lối chơi của bản gốc không bị ảnh hưởng có làm tổn hại đến sự hấp dẫn của tựa game hay không và tuyên bố, "[...] thế hệ mới có thể không đánh giá cao nó." Những lo lắng tương tự đã được chia sẻ bởi Viktor Eriksson M3, người cảm thấy rằng bản remaster là không cần thiết, chẳng có thay đổi nào về lối chơi và quá ít thay đổi về mặt tổng thể.